# Čiovo (sziget)
Čiovo (olaszul Bua) horvát sziget az Adriai-tengerben, a közép-dalmáciai partszakaszon, a trogiri riviéra része. Keleti irányban egészen Splitig elnyúlik. Területe 28 km², legmagasabb pontja a 218 méter magas Rudine domb. Két híd is összeköti Trogir óvárosával.

## Története
Čiovo a történelem előtti időkben is lakott volt, a középkorban karanténként szolgált a leprások számára. A 15. században kezdett növekedni a sziget lakossága, ekkor nagy számban telepedtek le itt a törökök elől menekülők. 1888 óta működik itt a Trogiri hajógyár.

## Települései
- Arbanija
- Bušinci
- Čiovo
- Liveli
- Mavarštica
- Miševac
- Okrug Donji
- Okrug Gornji
- Rastića
- Slatine
- Žedno

## Látnivalók
- Szent Kereszt dominikánus kolostor
- Szent Antal Ferences-rendi kolostor
- Prizidnice-i Miasszonyunk templom